# .mil
mil. دامنه اینترنتی واحدهای نظامی ارتش آمریکاست و استفادهٔ آن محدود به حوزهٔ نظامی این کشور است.